# Johanna A. Witasek
Johanna A. Witasek ( 1865 - 1910 ) fue una botánica austríaca.

## Algunas publicaciones
- 1902. Campula Giesekiana. Abhandlungen, tomo 1, parte 3, Vienna Zoologisch-Botanische Gesellschaft. 4 pp.

### Libros
- 1902. Ein Beitrag zur Kenntnis der Gattung Campanula. Abhandlungen der K.K. Zool.-Botan. Gesellschaft in Wien 1 (3 ). Ed. A. Hölder. 102 pp.
- 1910. Solanaceae. Ed. K.K. Hof-und Staats druckerei. 63 pp.

## Honores

### Eponimia
- (Campanulaceae) Campanula witasekiana Vierh.[1]

- (Scrophulariaceae) Calceolaria witasekiana Kraenzl.[2]
- La abreviatura «Witasek» se emplea para indicar a Johanna A. Witasek como autoridad en la descripción y clasificación científica de los vegetales.[3]